# اورچارد پارک، ویچیتا، کانزاس
اورچارد پارک (به انگلیسی: Orchard Park) یک منطقهٔ مسکونی در ایالات متحده آمریکا است که در ویچیتا، کانزاس واقع شده‌است. اورچارد پارک ۳٬۷۸۰ نفر جمعیت دارد و ۳۹۹٫۹ متر بالاتر از سطح دریا واقع شده‌است.